# Lipomera (Lipomera) lamellata
Lipomera (Lipomera) lamellata là một loài chân đều trong họ Munnopsidae. Loài này được Tattersall miêu tả khoa học năm 1905.